# Andreas Kraul
Andreas Henrik Kraul (født 7. juni 1975 på Frederiksberg) er en dansk sportsjournalist ved DR, og fra 2011 til 2019 formand for Danske Sportsjournalister.
I 2009 modtog han DR's Sprogpris.
I 2016 blev han kåret til Årets Reporter ved Prix Radio

## Historie
Kraul er opvokset på Frederiksberg og blev student fra Frederiksberg Gymnasium. Derefter tog han ét år på retorik-studiet på Københavns Universitet, inden han blev uddannet journalist i 1999 fra Danmarks Journalisthøjskole i Aarhus. Han var under uddannelsen i praktik hos Ud & Se og på DR Radiosporten. Efter endt uddannelse blev Kraul ansat på sportsredaktionen på Aktuelt, hvor han var indtil februar 2001. Derefter var han fire år hos Politiken med fodbold som primært stofområde. I 2005 fik han  job som fodboldkommentator og reporter hos DR.
I marts 2011 blev han formand for Danske Sportsjournalister, hvor han afløste Steen Ankerdal som efter eget valg trak sig fra posten. I 2014 udgav Kraul bogen VM – højdepunkter og skandaler.